# 必殺処刑人 リベンジ
『必殺処刑人 リベンジ』（原題：Rockaway）は、アメリカ合衆国の映画作品。

## キャスト
| 役名       | 俳優                           | 日本語吹替 |
| ---------- | ------------------------------ | ---------- |
| トレイン   | ニコラス・ゴンザレス           | 矢崎文也   |
| ジュジュ   | マリオ・シマロ                 | 三上哲     |
| カリダ     | デリラ・コットー               | 細越みちこ |
| イワン     | オレッグ・タクタロフ           | 小川隆市   |
| アントワン | マニー・ペレス                 | 松平真之介 |
|            | リカルド・アントニオ・チャビラ |            |

- その他の声の吹き替え：里卓哉、岐部公好、中嶋将平、東城光志、渡辺育子、一ノ渡宏昭、篠原千佳